# Golbhavi, Jamkhandi
Golbhavi là một làng thuộc tehsil Jamkhandi, huyện Bagalkot, bang Karnataka, Ấn Độ.